# Antonio Durán Moreiras
Antonio Segundo Durán Moreiras (Vigo, Pontevedra, Galícia, 1959) més conegut com a "Morris", és un actor gallec.

## Biografia
Morris és un actor amb una llarga experiència interpretativa en el teatre i un dels rostres més coneguts de les produccions audiovisuals gallegues.
Ha estat actor i presentador en diversos programes de la TVG des que aquesta va començar les seves emissions en els anys 80. A Galícia li han fet especialment popular el seu paper d'Antón Santos en la sèrie Pratos combinados, personatge que va interpretar durant més d'una dècada, i el de l'alcalde Delmiro Ferreira a Padre Casares.
Ha participat en diversos anuncis publicitaris, i en diferents sèries de televisió i pel·lícules d'àmbit nacional amb papers secundaris. Va rebre el Premi Feroz al millor actor de repartiment d'una sèrie pel seu paper a Fariña.
En el teatre ha treballat en dues dotzenes d'obres des de 1978, especialment pel Centro Dramático Galego i per la companyia Artello, de la que en va ser fundador.

## Pel·lícules
- Continental (1990), de Xavier Villaverde. Com Barman Continental.
- Matías, juez de línea (1996), de Santiago Aguilar i Luis Guridi. Com Lázaro, el fuster.
- Atilano, presidente (1998), de Santiago Aguilar i Luis Guridi. Com Policia.
- The last patrol (1999), de Cora Peña.
- Los lunes al sol (2002), de Fernando León de Aranoa. Com a director de banc.
- Más que hermanos (2005) (TV), de Ramón Costafreda. Com a regidor.
- Princesas (2005), de Fernando León de Aranoa. Com Funcionari.
- La Atlántida (2005) (TV), de Belén Macías.
- Pataghorobí (2005), de Ricardo Llovo.
- El partido (2006).
- El menor de los males (2006), d'Antonio Hernández. Com Hugo Patiño.
- Mataharis (2007), d'Icíar Bollaín.
- A Mariñeira (2008), d'Antón Dobao.
- O tesouro (2008), de Manuel Martín Cuenca.
- Los muertos van deprisa (2008), d'Ángel de la Cruz.
- Celda 211 (2009), de Daniel Monzón
- Retornos (2010)
- Doentes (2011), de Gustavo Balza. Com Cañete.
- Sinbad (2011)
- A Esmorga (2014), d'Ignacio Vilar. Com Milhomes.
- Pieles (2017), d'Eduardo Casanova. Com Simón

## Curtmetratges
- Só para nenos (1985), de Milagros Bará. Com Leoncio.
- A todo tren (1995), de Lidia Mosquera.
- Amazonas 2000 (2000), d'Óscar Suárez.
- La petición de mano (2004), de Ben Temple.
- La buena caligrafía (2004), d'Álex Sampayo.
- O coidador de gatos (2009), de Fernando Cortizo.

## Teatre
- Tararará Chispum (1978), Creació col·lectiva (Artello)
- Picnic (1979), de Fernando Arrabal (Artello)
- Las nubes (1980), d'Aristòfanes (Artello)
- La cantante calva (1981,) d'Eugene Ionesco (Artello)
- Manda Truco (1982), Creació col·lectiva (Artello)
- Celtas sin filtro (1983), Xosé Luís Méndez Ferrín i Artello (Artello)
- Woyzeck (1984), de Georg Büchner (Centro Dramático Galego)
- Gulliver F.M. (1985), d'Antón Reixa (Centro Dramático Galego)
- El enfermo imaginario (1986), de Molière (Centro Dramático Galego)
- Almas Perdidas (1987), de Xosé Cermeño (Centro Dramático Galego)
- Gran Venta X Aniversario (1988,) Creación colectiva (Artello)
- Las alegres casadas (1989), de William Shakespeare (Centro Dramático Galego)
- Batea (1990), Creació col·lectiva (Artello)
- La Matanza de los Seixas (1993), d'Antonio Blanco (Artello)
- O crédito (2015), de Jordi Galceran, amb Pedro Alonso

## Televisió

### Programes
- SOS. Com a presentador. TVG.
- Vídeos, vídeos. Com a presentador. TVG.
- O mellor (1986). TVG.
- A tumba aberta (1988). TVG.
- A Reoca (1990). Como Don Armando. TVG.
- Fatal, fatal, fatal (1991). Com a presentador. TVG.
- Olé os teus videos (1991). Com a presentador. TVG.
- Inocente, inocente (1993). Com a presentador. TVG.
- A familia mudanza (1993). Com a presentador. TVG.
- Máxima audiencia (2005). Col·laborador. TVG.

### Sèries

#### Personatges fixos
- Pratos combinados (1995-2006). TVG. Com a Antón Santos.
- Zapping Comando (2006-¿?). TVG. Diversos personatges.
- Air Galicia (2007-2008). TVG. Como varios personajes.
- Padre Casares (2008-2015). TVG. Com Edelmiro Ferreira, un alcalde d'esquerra laic que lluita amb el Pare Casares i amb don Crisanto.
- Augasquentes (2016). TVG.
- Fariña (2018). Antena 3. Com Manuel Charlín, cap dels Charlines.
- Alta mar (2019-¿?). Netflix. Com Detective Varela.
- Néboa (2020). TVE. Com a Antón.

#### Personatges episòdics
- Periodistas (1998). Telecinco.
- Un mundo de historias (2000). Com a Castelao. TVG.
- Pequeno Hotel (2000-). TVG.
- Los Serrano (2003). Telecinco.
- Los hombres de Paco (2005). Com a José María. Antena 3.
- O show dos Tonechos (Cap. 53) (17 de maig de 2007). Com a Castelao. TVG
- RIS Científica (Episodio 5: "Ojo por ojo") (2007). Com a Esteban. Telecinco
- Sin tetas no hay paraíso (2008). Telecinco
- La que se avecina (2008) Telecinco
- Luna, el misterio de Calenda (Cap.2) (17 d'abril de 2012). Com a Gerardo Montejo Antena 3.
- El Ministerio del Tiempo (2016). Capítol 13 "El monasterio del tiempo" Televisión Española. Com al Pare Víctor, presoner dels francesos en la guerra del francès.

### Sonorització
- Dragon Ball (1989), d'Akira Toriyama. Com la veu del Kame Sen'nin en el doblatge gallec.
- La matanza caníbal de los garrulos lisérgicos (1993), d'Antonio Blanco i Ricardo Llovo. Veu de Rufo Machado.
- Os vixiantes do Camiño (1999), d'Ángel Izquierdo i Antonio Zurera.

## Premis i nominacions
- 1985 Premi N I F.I.T. De Rivadabia al Millor Actor Protagonista per “Woyzeck”.
- 1987 Premi Compostel·la al Millor Actor Protagonista per “Falstaff”.
- 1998 Nominat al Premi María Casares al Millor Actor Protagonista per “El Embrujado” i “Juanito Ventolera” (Valle 98).
- 1999 Nominat al Premi María Casares al Millor Actor Protagonista per “Calígula”.
- 2001 Nominat al Premi Mestre Mateo de l'Academia Galega do Audiovisual, com a millor actor protagonista per “Pratos combinados”.
- 2002 Nominat al Premi Mestre Mateo de l'Academia Galega do Audiovisual, com a millor actor protagonista per “Pratos combinados”.
- 2003 Nominat al Premi Mestre Mateo de l'Academia Galega do Audiovisual, com a millor actor protagonista per “Pratos combinados”
- 2004 Nominat al Premi Mestre Mateo de l'Academia Galega do Audiovisual, com a millor actor protagonista per “Pratos combinados”.
- 2005 Premi de la Televisió i del Cinema de Galícia al Millor Actor. Revista Imagen&Comunicación.
- 2006 Premi de la Televisió i del Cinema de Galícia al Millor Actor. Revista Imagen&Comunicación.
  - Premi Mestre Mateo de l'Academia Galega Do Audiovisual Al Millor Actor Secundari per “El Partido”.
- 2007 Nominat al Premi Mestre Mateo de l'Academia Galega Do Audiovisual Al Millor Actor Protagonista per “Air Galicia”.
- 2008 Nominat al Premi Mestre Mateo de l'Academia Galega Do Audiovisual Al Millor Actor Protagonista per “Padre Casares”.
- Nominat al Premo Mestre Mateo de l'Academia Galega Do Audiovisual Al Millor Actor Secundario per “Los muertos van deprisa”.
- 2009 Nominat al Premi Mestre Mateo de l'Academia Galega Do Audiovisual Al Millor Actor Protagonista per “Padre Casares”.
- 2010 Nominat al Premi Mestre Mateo de l'Academia Galega Do Audiovisual Al Millor Actor Protagonista per “Padre Casares”.
- 2011 Premi Mestre Mateo 2011 com a Millor Actor Protagonista per Enfermos.
- 2012 Premi d'honor Pedigree al Festival de Cans.
  - Nominat al Premi Mestre Mateo de l'Academia Galega Do Audiovisual Al Millor Actor Protagonista per “Padre Casares”.
- 2013 Nominat al Premi Mestre Mateo de l'Academia Galega Do Audiovisual Al Millor Actor Protagonista per “Padre Casares”.
- 2014 Premi Mestre Mateo de l'Academia Galega Do Audiovisual Al Millor Actor Protagonista per “A esmorga”.
  - Premi Mestre Mateo de l'Academia Galega Do Audiovisual Al Millor Actor Secundari per “Códice”.
- 2015 Nominat al Premi María Casares al Millor Actor Protagonista per “O crédito”.
- 2019 Premi Rebulir de la Cultura Gallega en la categoria d'Arts Escèniques.